# 比拉萨尔-德达尔特
比拉萨尔-德达尔特，是西班牙加泰罗尼亚巴塞罗那省的一个市镇。总面积9平方公里，总人口7904人（2001年），人口密度878人/平方公里。